# Blason de la Lorraine

Blason de la Lorraine

Le blason de la Lorraine représente les armes de la Lorraine. Son blasonnement est : d'or, à la bande de gueules, chargée de trois alérions d'argent.

## Origine
Le blason de la Lorraine apparaît pour la première fois sur des sceaux du duc Simon II et de son frère cadet Ferry de Bitche. L'utilisation des mêmes armoiries par les deux frères rivaux pour la couronne ducale ne se comprend que si elles étaient celles de leur père Mathieu Ier. Pour cette raison et bien que ses sceaux ne le montrent pas, l'adoption du blason aux alérions date au moins de ce duc. 
Le blasonnement d'or à la bande de gueules partage le motif de la bande avec les blasons de l'Alsace voisine. Septième et sixième représentants de la maison de Lorraine, laquelle a succédé en 1047 aux Wigéricides dans le gouvernement de la Lorraine, Ferry et son frère aîné Simon n'ont pas de parenté prouvée avec les comtes d'Alsace mais celle-ci est plausible. Les uns et les autres prétendaient descendre d'Étichon, troisième duc d'Alsace en 662 et père de Sainte Odile. Les blasons des landgraviats habsbourgeois de Basse-Alsace et de Haute-Alsace sont respectivement :
- de gueules à la bande d'argent côtoyée de deux cotices fleuronnées du même (à partir du XIIIe siècle, repris par le blason du Bas-Rhin),
- de gueules à la bande d'or accompagnée de six couronnes du même, trois en chef et trois renversées en pointe (à partir du XVe siècle, repris par le blason du Haut-Rhin).

On ne peut toutefois parler de brisure mais d'imitation, car, si les ducs de Lorraine ont une origine alsacienne, leur  parenté avec les comtes de Sundgau ne peut pas remonter avant la fin du Xe siècle, époque où les armoiries n'existaient pas.

L'aigle impérial aux ailes éployées mais sans foudre.
Écu du landgraviat de Basse-Alsace.
Écu du landgraviat de Haute-Alsace.

Les pièces ailées que sont les alérions s'inscrivent dans la logique des armes parlantes : le terme héraldique « alerion » est une anagramme de « Loreina », ancienne orthographe pour désigner la Lorraine.
Les alérions évoquent les liens de la Maison de Lorraine avec la maison de Hohenstaufen et le Saint Empire Germanique, symbolisé par l'aigle. C'est par un privilège accordé par Frédéric Barberousse que les Ducs de Lorraine arboreraient ce symbole impérial. Toutefois, cette référence aquiline à l'Empire, en dehors des alérions de Ferry et de ses successeurs, ne se constate que deux siècles plus tard, sous la forme d'une aigle éployée gravée sur les sceaux et monnaies du Duc Raoul et de ses descendants immédiats. Le privilège impérial relève plus de la prétention ou de l'interprétation a posteriori que de la réalité historique.
Les aigles couronnés et colletés de la croix double servant de supports à l'écu apparaissent sur le sceau de René Ier d'Anjou en 1437.
De nos jours, le blason est notamment utilisé par la Gendarmerie nationale.

## Légendes
À la Renaissance, Symphorien Champier, médecin humaniste et intime du Duc Antoine, rapporte les légendes qui se disent à la cour. Il raconte que les trois alérions qui composent le blason des ducs de Lorraine seraient ceux que Godefroy de Bouillon, parent très lointain dont les ducs de Lorraine s'enorgueilliaient moyennant quelques entorses aux généalogies, aurait réussi, lors de la prise de Jérusalem, à embrocher en vol d'une seule flèche.
Le même Symphorien Champier assure avoir vu dans des chartiers que Lorraine ancien, soit les armes de Lorraine du temps des Wigéricides, étaient un cerf de gueules mais, les armoiries n'existant pas à l'époque, il ne peut s'agir que d'une reconstruction a posteriori, peut être à partir d'une interprétation de sceaux. Edmond du Boulai, un contemporain de Champier, donne pour blason aux derniers Ducs de Lotharingie, donc à Godefroy de Bouillon avant qu'il ne devienne roi de Jérusalem, de gueules à la croix d'argent, sur le tout une escarboucle pommetée, fleuronnée et percée d'or.
Dès la génération précédant celle de Champier et du Duc Antoine, René II, par une surenchère dans la recherche de légitimité, revendique, en même temps que le territoire du Westrich, un second blason, sans renier les alérions, coticé d'or et d'azur de huit pièces. C'est une brisure d'un blason imaginaire qui serait encore plus ancien que celui du Duc de Ferry, celui de l'Austrasie, bandé d'or et d'azur de six pièces, dont Bourgogne ancien est une autre brisure.

## Devise
Durant les préparatifs de sa campagne du 5 janvier 1477 contre les Bourguignons de Charles le Téméraire, René II, pour conduire son corps d'armée, fait faire une bannière imitée de celle de l'évêché de Metz, un grand guidon de damas blanc peint d'un bras d'or armé, issant d'une nuée, tenant un rouleau sur lequel est écrit la devise du Duc, « Une pour toutes ». Les devises étaient attachées à un événement, une campagne militaire, un exploit, un séjour de la cour, une fête, l'ordination d'un chevalier, mais celle-ci fut reprise par les successeurs de René II dans différentes versions, telle que « Un pour tout ». « Une pour toutes » se voyait encore au XVIIIe siècle sur les fontaines et les édifices publics.
Cette devise ducale est souvent oubliée au profit de la devise civile de Nancy, Non inultus premor, littéralement On ne me saisit sans se blesser, approximativement traduite par l'adage Qui s'y frotte s'y pique. La ville honore par là le chardon lorrain, autre symbole adopté par le même René II.

## Cri
Le cri de guerre des ducs de Lorraine était « Preny ! Preny ! » en référence au château de Prény :

« Ils crient « Priny! Priny! »,

L'enseigne au riche Duc Ferry,

Entre trois royaumes, marquis! »

— Tercet évoquant le cri de guerre du Duc Ferry.

## Les évolutions des armoiries des ducs de Lorraine
Le blason des ducs de Lorraine demeura inchangé de Mathieu Ier à Charles II. Celui-ci n'ayant pas d'héritier mâle, il maria en 1420 sa fille Isabelle au prince capétien René d'Anjou. Ce dernier, alors titré comte de Guise, était également l'héritier désigné du cardinal Louis, duc de Bar. Son gendre étant mineur, Charles II devint son tuteur et, pour marquer cette nouvelle fonction et l'union future des deux duchés, il utilisa des armes composées. Deux variantes ont existé :
- écartelées de Lorraine et de Bar, Lorraine en abîme brochant sur le tout
- parties de Lorraine et de Bar

Armoiries de Charles II, tuteur de René d'Anjou (parti).
Armoiries de Charles II, tuteur de René d'Anjou (écartelé).

À la mort de Charles II en 1431, René et Isabelle devinrent duc et duchesse de Lorraine et de Bar. Depuis leur mariage, le prince angevin utilisait deux  armoiries : 
- écartelé de Lorraine et de Bar. Sur le tout tiercé de Jérusalem, de Sicile et d'Anjou. L'écu placé en abîme reprenait celui de son père Louis II d'Anjou et affirmait la volonté de René de ne pas renoncer à son héritage paternel. Cette configuration fut utilisée jusqu'en 1431.
- écartelé d'Anjou et de Bar, Lorraine en abîme brochant sur le tout. Cette configuration fut conservée à la mort de Charles II.

Armoiries de René d'Anjou de 1420 à 1431 (variante).
Armoiries de René d'Anjou de 1420 à 1434.

En 1434, Louis III d'Anjou meurt, faisant de René le chef de la maison de Valois-Anjou. L'année suivante, ce fut le tour de la reine Jeanne II de Naples, qui l'avait désigné pour lui succéder. Il devint alors roi de Naples, et reprit à son compte les prétentions familiales sur les royaumes de Hongrie et de Jérusalem. Ses armes furent modifiées pour montrer ces changements de titulature :
- coupé et tiercé en pal, en 1 de Hongrie, en 2 de Sicile, en 3 de Jérusalem, en 4 d'Anjou, en 5 de Bar et en 6 de Lorraine. Cette configuration fut la plus courante.
- écartelé, au 1er et 4e tiercé de Hongrie, Sicile et Jérusalem et au 2e et 3e tiercé d'Anjou, de Bar et de Lorraine. Cette configuration, sans doute trop complexe et redondante, ne perdura pas.

Armoiries de René d'Anjou de 1434 à 1453.
Armoiries de René d'Anjou de 1434 à 1453 (variante).

En 1453, la duchesse Isabelle mourut et René d'Anjou dut renoncer à la couronne lorraine au profit de leur fils Jean II. Celui-ci portait les armes de son père brisées d'un lambel de gueules. En 1466, les Catalans révoltés contre Jean II offrirent la couronne aragonaise à René d'Anjou qui, par sa mère Yolande (décédée en 1443), descendait du roi Jean Ier d'Aragon. Comme son père, le duc Jean II ajouta à ses armoiries un quartier aux armes d'Aragon brochant sur le tout.

Armoiries de Jean II de 1453 à 1466.
Armoiries de Jean II de 1466 à 1470.

Jean II étant mort dans sa tentative de conquête du trône d'Aragon, la couronne lorraine passa à son fils Nicolas. Celui-ci conserva les armes de son père mais supprima le lambel.

Armoiries du duc Nicolas de Lorraine.

En 1473, la mort du duc Nicolas et l'abdication de sa tante Yolande d'Anjou fit passer la couronne ducale à la Maison de Lorraine-Vaudémont en la personne de René II. Celui-ci adopta dans un premier temps des armoiries joignant les armes de son père (celles de Lorraine simple puisque le lambel d'azur avait été abandonné par Antoine de Vaudémont) à celles que son grand-père René d'Anjou portait depuis 1466 :
écartelé, au 1er et 4e de Lorraine et au 2e et 3e coupé, le chef tiercé en pal, en a de Hongrie, en b de Sicile, en c de Jérusalem et la pointe partie d'Anjou et de Bar. Sur le tout, d'Aragon.
Ces armoiries, assez complexes, disparurent vers 1500 au profit d'autres, plus simples :
coupé le chef parti de trois, en 1 de Hongrie, en 2 de Sicile, en 3 de Jérusalem et en 4 d'Aragon ; la pointe parti d'Anjou et de Bar. Sur le tout de Lorraine.
La conservation des différents quartiers symbolisait les prétentions de René II sur l'héritage angevin. Ces espoirs furent en grande partie déçus car, à la mort de René d'Anjou en 1480, seul le duché de Bar échut à René II. Dès lors, les deux duchés ne seront plus séparés.

Armoiries de René II de 1473 à 1500.
Armoiries de René II à partir de 1500.

L'épouse de René II, Philippe de Gueldre, devint à la mort de son frère Charles en 1538, l'héritière des duchés de Gueldre et de Juliers. Ces prétentions furent reprises par son fils le duc Antoine de Lorraine qui ajouta les deux quartiers correspondant à ces duchés. Cette fois encore, ce fut un espoir vain car Charles Quint s'empara de cet héritage. Les armoiries des ducs de Lorraine ne changèrent jusqu'à la fin de l'indépendance lorraine. Ainsi, notons que lorsqu'il reçut le duché de Teschen en 1722, le duc Léopold Ier n'ajouta pas de nouveau quartier à ses armoiries. Pour mémoire, mentionnons qu'après son départ en 1737, le dernier duc François III ajouta un quartier aux armes de Toscane pour signifier son accession au trône grand-ducal. Ce sont ces armes qui, par lui, passèrent aux Habsbourg-Lorraine.

Armoiries à partir du duc Antoine.
Armoiries du duché de Teschen.
Armoiries de François II, grand-duc de Toscane (anciennement François III de Lorraine).

## La Croix de Lorraine

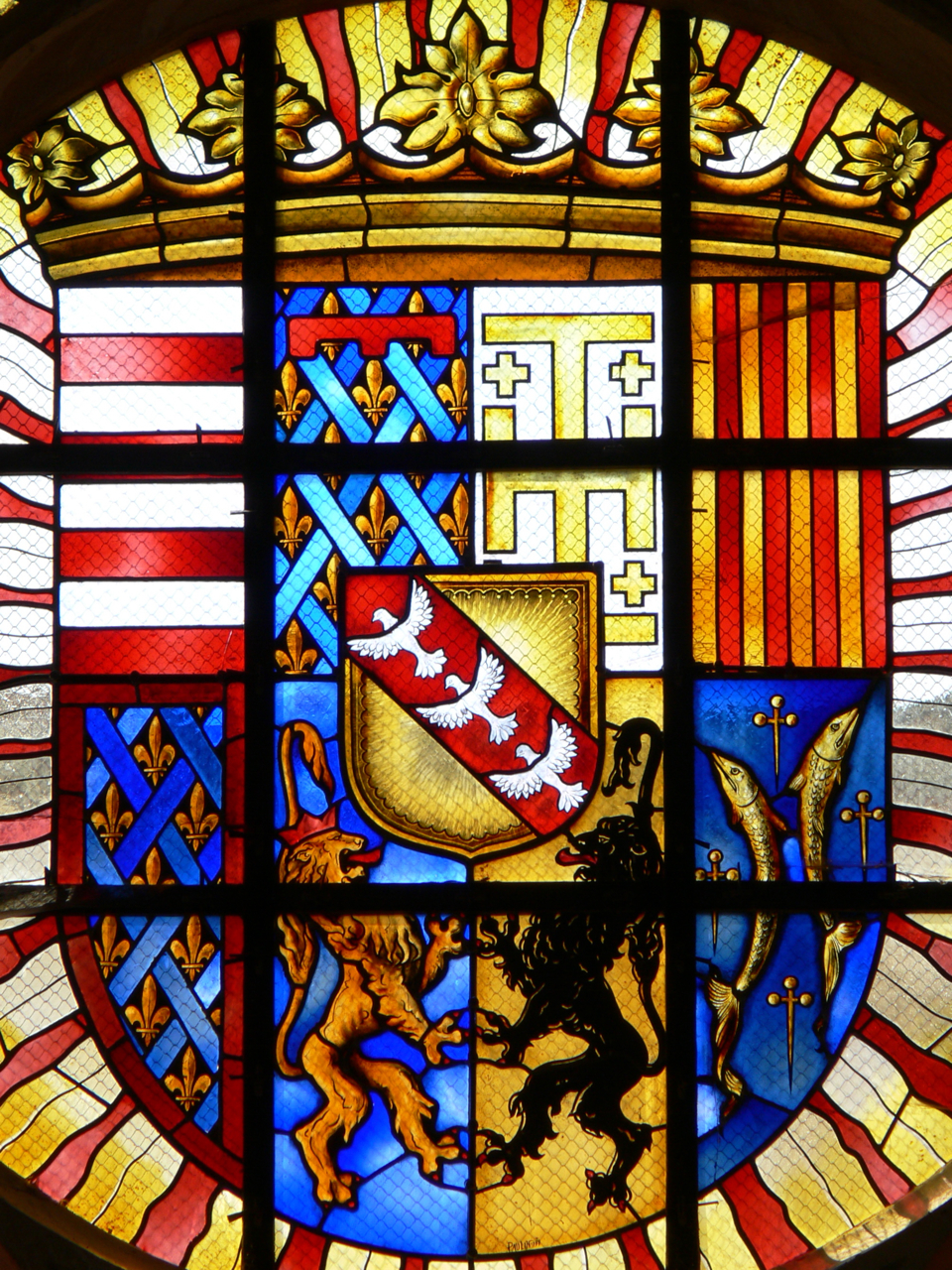
Armes personnelles d'Antoine de Lorraine sur un vitrail de la chapelle funéraire des Ducs de Lorraine.

À côté de ces armes personnelles, le duc Antoine arbore durant ses campagnes, sur un étendard de sinople une Croix d'Anjou de couleur or, dite depuis « de Lorraine ». La couleur verte de l'étendard est traditionnellement associée aux Flamands, dont le duc descend par sa mère. Cette association date de l'entrevue de Gisors organisée le 13 janvier 1188 par l'archevêque latin de Tyr et le pape Grégoire VIII appelant à la troisième croisade entre le roi de France Philippe II, le roi d'Angleterre Henri II et le comte de Flandre Philippe Ier. Ce dernier reçut alors pour la croisade une croix verte, celle-là même, les États bourguignons étant devenus espagnols, que Christophe Colomb portera dans le Nouveau monde.

## Utilisations hors de Lorraine
- Allemagne : les armes de Lorraine, représentant les Lorrains du Reichsland Elsaß-Lothringen, figurent sur les armoiries des provinces de l'Empire allemand sculptées sur la façade du Reichstag à Berlin. Aujourd'hui, les armes de Lorraine figurent aussi sur les armoiries du Land de Sarre, et de deux de ses arrondissements : l'arrondissement de Merzig-Wadern et l'arrondissement de Sarrelouis.
- Angleterre : les armes de Lorraine figuraient sur les armoiries de Marguerite d'Anjou (1430-1482), et restent portées par Queens' College, qu'elle a fondée  l'université de Cambridge.
- Autriche-Hongrie : les armes de Lorraine figurent sur les armoiries de la maison de Habsbourg-Lorraine, tiercé en pal, d'Autriche, de Habsbourg et de Lorraine.
- Belgique : les armes de Lorraine figuraient sur les armoiries de Charles Alexandre de Lorraine, et figurent encore sur le socle de sa statue sur la Grand-Place de Bruxelles et sur l'église Notre-Dame de Bon Secours de Bruxelles.
- Italie : les armes de Lorraine figuraient sur les armes de François III de Lorraine, grand-duc de Toscane, et sur le drapeau du grand-duché de Toscane en 1848, et restent sculptées sur le socle d'une statue à Arezzo.

Allemagne : Alsace-Lorraine annexée.
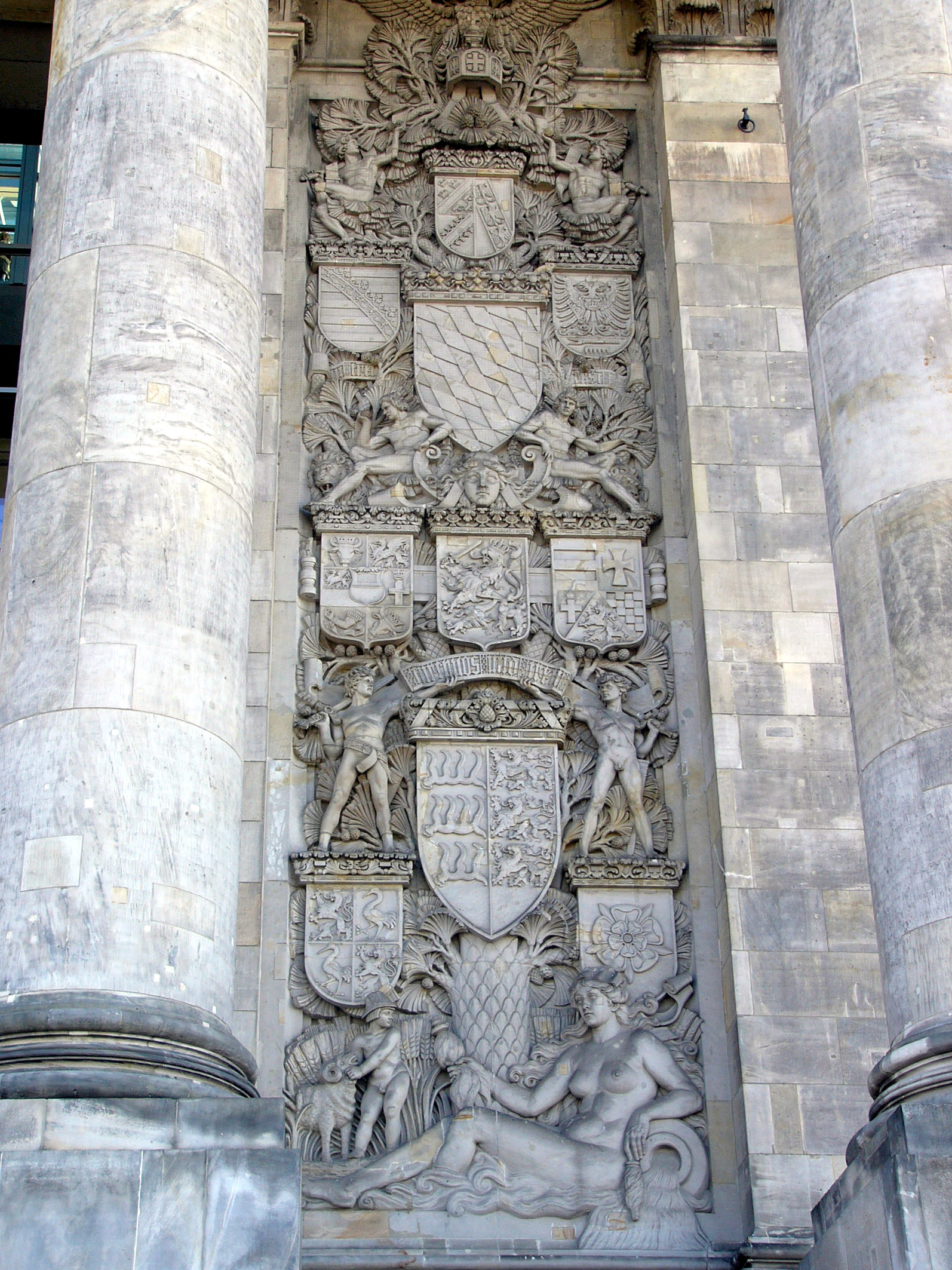
Berlin, Reichstag, Armes du Reichsland Elsaß-Lothringen sous la couronne impériale.
Allemagne : Sarre (Land).
Allemagne : arrondissement de Merzig-Wadern.
Allemagne : arrondissement de Sarrelouis.
Angleterre : Queens' College (Cambridge).
Autriche-Hongrie : Habsbourg-Lorraine.
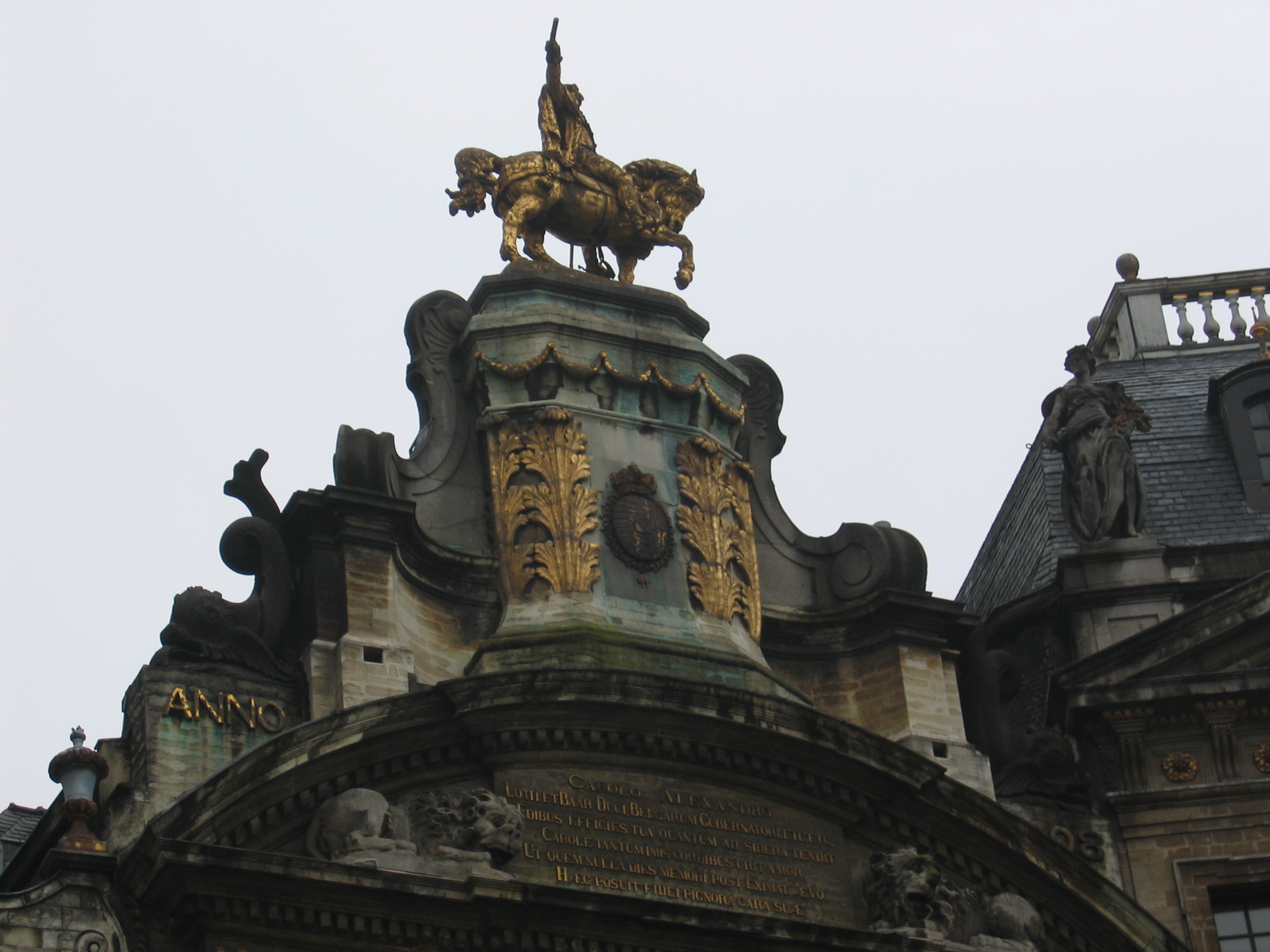
Belgique : statue de Charles Alexandre de Lorraine sur la Grand-Place de Bruxelles.
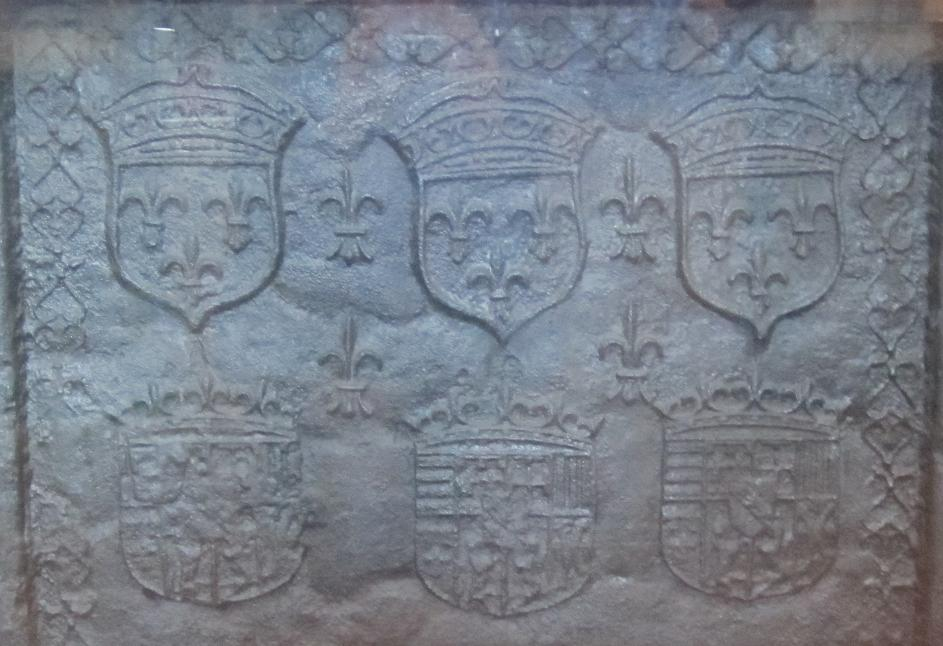
France : taque aux armes de France et de Lorraine au Louvre.
Italie : drapeau du grand-duché de Toscane en 1848.

## Inspirations
Le blason de la Lorraine est utilisé pour base de l'insigne de plusieurs unités militaires telles que la base aérienne 133 Nancy-Ochey et la 4e division blindée (en service de 1967 a 1985). Les trois alérions du blason apparaissent également sur l'insigne de la 4e brigade d'aérocombat. 
En 1993, le blason a inspiré Charlélie Couture pour dessiner le logo du Conseil régional de Lorraine.
Le blason lorrain a également inspiré le blason de Burthecourt-aux-Chênes où deux feuilles de chêne furent ajoutés de chaque côté des alérions.